# Український молодіжний фонд
Український молодіжний фонд (УМФ) — державна установа, створена у 2023 році, для підтримки ініціатив української молоді через прозорі конкурси, а також з метою виконання окремих завдань молодіжної політики.
Український молодіжний фонд утворений постановою Кабінету Міністрів України № 182 від 28 лютого 2023 року відповідно до Закону України «Про основні засади молодіжної політики». Діяльність Фонду хоч і координується Міністерством молоді та спорту України, проте інституція є незалежною установою, що має власні печатку, штампи, бланки зі своїм найменуванням, баланс та рахунки в Державній казначейській службі України, а також самостійні органи управління: Наглядову раду та Дирекцію. 
Конкурсна складова діяльності УМФ здійснюватиметься з урахуванням вимог, встановлених Законом України «Про основні засади молодіжної політики», постановою Кабінету Міністрів України «Деякі питання Українського молодіжного фонду» та Порядком надання проєктної підтримки суб'єктам молодіжної роботи для реалізації молодіжних проєктів на період дії правового режиму воєнного стану в Україні або в окремих її місцевостях та протягом шести місяців після його припинення чи скасування, затвердженим зазначеною постановою.
У глобальному сенсі Український молодіжний фонд має стати експертом та помічником держави в питаннях впровадження інноваційних підходів у реалізації молодіжної політики задля того, щоб молоді люди мали більше можливостей для розвитку свого потенціалу в Україні, а також брали участь у суспільному житті задля наближення перемоги та відновлення країни у повоєнний період.

## Місія та бачення
Бачення Українського молодіжного фонду: УМФ — прозора державна інституція, яка є надійним партнером для міжнародних та національних організацій у впровадженні інноваційних підходів до реалізації молодіжної політики, сприяє розвитку сфери молодіжної політики та суб'єктів молодіжної роботи відповідно до потреб молодих людей.
Місія Українського молодіжного фонду спрямована на забезпечення суб'єктів молодіжної роботи необхідними фінансовими, інформаційними, консультаційними ресурсами на основі конкурентної моделі та створення можливостей для молодих людей бути ключовими учасниками розвитку України.

## Напрями діяльності
Пріоритетними напрямами діяльності УМФ на час воєнного стану відповідно до постанови Кабінету Міністрів України є:
- залучення молоді до волонтерства для досягнення перемоги та післявоєнного відновлення;
- підвищення рівня компетентностей молоді шляхом неформальної освіти;
- підвищення рівня економічної самостійності молоді (створення нових і додаткових робочих місць).

## Грантові програми та конкурси

### Кар'єрний старт
5 липня було оголошено перший грантовий конкурс, що відповідає одному з пріоритетних напрямів діяльності Українського молодіжного фонду на час воєнного стану: підвищення рівня економічної самостійності молоді (створення нових і додаткових робочих місць).
В центрі уваги грантового конкурсу «Кар’єрний старт» – українська молодь від 16 до 21 років, яка зацікавлена у здобутті першого офіційного працевлаштування за спеціальністю. І безпосередньо роботодавці, які готові взяти до себе на роботу випускників професійно-технічних навчальних закладів без досвіду. 

Загальний бюджет ініціативи становить майже 4 мільйони гривень, а максимальна допустима сума одного гранту – 380 тисяч гривень. За рахунок гранту передбачається працевлаштування молодих людей, менторську підтримку із можливістю продовження роботи на підприємстві, в установі, компанії, залучення до корпоративної культури.
| | «Фактично мова йде про оплату стажування випускників професійно-технічних навчальних закладів без досвіду. Це можуть бути як великі галузеві компанії, так і невеличкі локальні роботодавці. За результатами пілотного конкурсу розраховуємо апробувати модель механізму цільового фінансування “Молодіжна гарантія”, а також офіційно працевлаштувати щонайменше 65 молодих людей за своєю спеціальністю. А далі, відтестувавши механізм такого цільового фінансування, будемо масштабувати ініціативу і нарощувати оберти», – розповів Дмитро Твердохліб, директор Українського молодіжного фонду, під час презентації конкурсу в УКРІНФОРМі. |
| — https://www.ukrinform.ua/rubric-society/3882337-v-ukraini-zapocatkuvali-grantovij-konkurs-z-metou-pracevlastuvanna-vipusknikiv-zakladiv-proftehosviti.html | |

Ініціатива розроблена та реалізується Українським молодіжним фондом у партнерстві з ЮНІСЕФ за фінансової підтримки Федерального міністерства економічного співробітництва і розвитку Німеччини (BMZ) через німецький державний банк розвитку KfW.

## Основні завдання
Основними завданнями фонду відповідно до Положення про УМФ є:
- експертний відбір молодіжних проєктів, надання бюджетних грантів на їх реалізацію, проведення моніторингу реалізації молодіжних проєктів;
- сприяння виконанню завдань молодіжної політики, розвитку інноваційних форм, методів та інструментів молодіжної роботи;
- співпраця з українськими та іноземними фізичними і юридичними особами приватної та державної форми власності;
- створення сприятливих умов для реалізації молодіжних проєктів, зокрема шляхом здійснення контролю за їх реалізацією;
- стимулювання розроблення новітніх, конкурентоспроможних, зокрема інклюзивних, молодіжних проєктів;
- підтримання реалізації міжнародних проєктів та програм міжнародного співробітництва, у тому числі програм міжнародного молодіжного обміну, сприяння формуванню позитивного іміджу України у світі;
- підтримка молодіжних та дитячих громадських об'єднань, інших суб'єктів молодіжної роботи на всіх етапах реалізації молодіжних проєктів, забезпечення яких здійснюється за рахунок бюджетних грантів, наданих Фондом.

## Органи управління
Органами управління Українського молодіжного фонду є наглядова рада і дирекція на чолі з директором.

### Наглядова рада
Контроль за діяльністю фонду здійснює наглядова рада. Наглядова рада формується відповідно до частини сьомої статті 23 Закону України «Про основні засади молодіжної політики» та складається з восьми осіб:
- двох осіб, визначених комітетом Верховної Ради України, до предмета відання якого належать питання молодіжної політики;
- двох осіб, визначених центральним органом виконавчої влади, що забезпечує формування та реалізує молодіжну політику;
- чотирьох осіб, обраних з-поміж представників молодіжних та дитячих громадських об'єднань, органів студентського самоврядування закладів вищої освіти та закладів фахової передвищої освіти, молодіжних рад на конкурсних засадах у порядку, визначеному Положенням про Український молодіжний фонд.

14 квітня Міністерство молоді та спорту України затвердило персональний склад наглядової ради фонду. Строк повноважень становить три роки.
Наглядову раду очолює голова, який здійснює свою діяльність на громадських засадах та обирається з-поміж її членів. За результатами голосування під час першого засідання більшістю голосів головою наглядової ради Українського молодіжного фонду було обрано Дем'яна Петрика, голову молодіжної ради при Волинській обласній військовій адміністрації.

### Директор та дирекція
Управління поточною діяльністю фонду здійснює дирекція на чолі з директором. Директор фонду обирається наглядовою радою строком на три роки. Дирекція фонду є постійним виконавчим і розпорядчим органом фонду.
За результатами публічного та прозорого конкурсу 23 серпня 2023 року, найбільшу середню оцінку серед усіх кандидатів отримав Дмитро Твердохліб та став переможцем конкурсу. У минулому Дмитро Твердохліб – голова правління Молодіжної ради при Дніпропетровській обласній державній адміністрації, очолював громадську організацію з розвитку молодіжної політики «Дуіт» та благодійний фонд «Гуманітарний Центр Харківщини».
13 серпня 2024 директором УМФ був обраний Микола Кобися. До призначення на посаду директора Микола Кобися був головою ГО «Конгрес молодіжних рад України», долучався до створення трьох консультативно-дорадчих органів на Вінниччині, займав посаду радника начальника Вінницької обласної військової адміністрації з питань молодіжної політики та є членом Ради з молодіжних питань при Президентові України.

### Нормативні акти
- Закон України від 27 квітня 2021 року № 1414-20 «Про основні засади молодіжної політики»
- Постанова Кабінету Міністрів України від 28 лютого 2023 року № 182 «Деякі питання Українського молодіжного фонду».